# Bohdan Semenowicz Sapieha
Bohdan Semenowicz Sapieha (ur. ok. 1450, zm. ok. 1512) – pisarz hospodarski, okolniczy smoleński, protoplasta linii różańsko-czerskiej rodu Sapiehów, brat Iwana. 

## Życiorys
Był najstarszym synem Semena. W latach 1471–1488 był sekretarzem hospodarskim Kazimierza Jagiellończyka. Zbudował podstawy majątkowe rodziny, m.in. przez małżeństwo w 1475 r. z kniahinią Teodorą Sokolińską, spowinowaconą przez matkę z Olgierdowiczami. Za pieniądze otrzymane od króla i krewnych żony zakupił m.in. jedenaście różnych posiadłości w witebskiem.
Dwukrotnie - w latach 1504 i 1507 posłował do Moskwy do Iwana III i Wasyla III. Drugie poselstwo, odbywane w towarzystwie Jana Radziwiłła mające na celu zawiadomienie Wasyla III o zmianie na polskim tronie oraz próbę odzyskania zajętych ziem i uwolnienia jeńców zakończyło się uwięzieniem Bohdana jako zakładnika za Michała Glińskiego. Został uwolniony pod koniec 1508 na skutek interwencji króla Zygmunta I.
Umiera w roku 1512, dokonawszy wcześniej uregulowania spraw majątkowych z bratem Iwanem.
Był ojcem Iwana.